# 本多日生

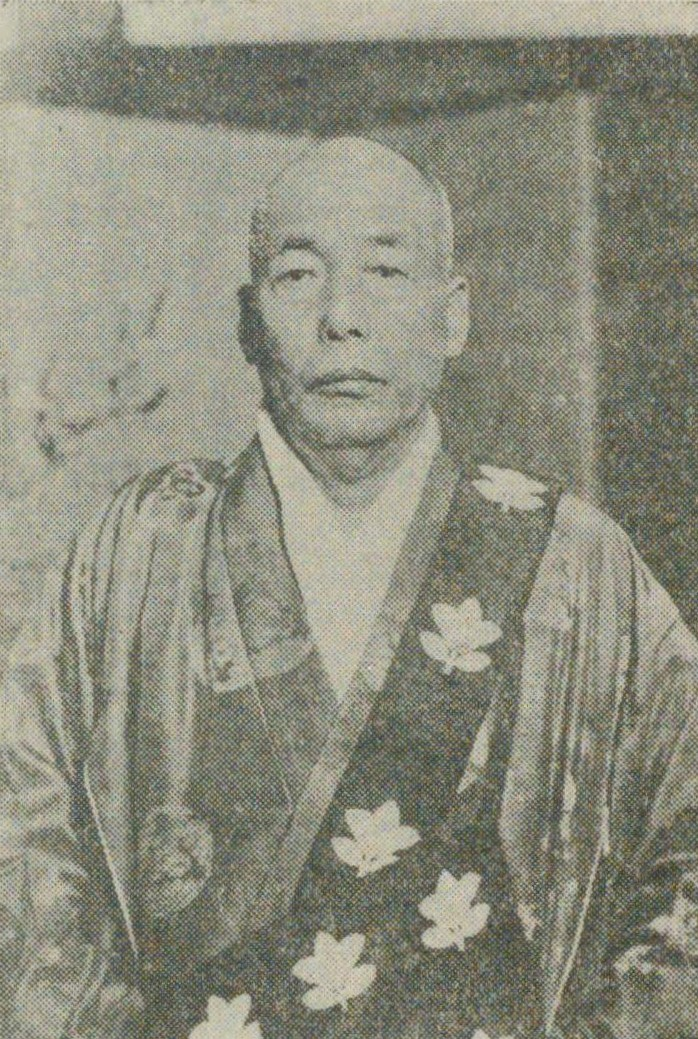
本多日生

本多 日生（ほんだ にっしょう、1867年4月17日（慶応3年3月13日） - 1931年（昭和6年）3月16日）は、日本の宗教家、僧侶。日蓮宗妙満寺派、顕本法華宗元管長であり、法号は聖応院日生。近代日本の代表的な日蓮仏教の改革者として名を残す。

## 略歴
1867年（慶応3年）、播磨国姫路藩（現在の兵庫県姫路市）に、姫路藩士・国友堅二郎と勝子との間に次男として生まれる（幼名・長二）。幼くして母方の菩提寺である妙善寺の本多日境に師事し、本多姓を継いだ。小学校卒業後、妙立寺の池田日昌のもとで得度し、日昌亡き後は岡山県津山の本蓮寺で児玉日容のもと、日什教学を学ぶ。18歳で大阪府堺市の妙満寺住職に任命され、1887年（明治20年）、上京後に私立哲学館（現・東洋大学）の第一期生として入学する。哲学館在学中、日生は井上円了やドイツの哲学者・エドゥアルト・フォン・ハルトマンの著書など西洋哲学を広く学び、生涯に渡って深い影響を及ぼした。
1884年（明治17年）以降、明治政府のもと仏教各宗派の教団近代化が始まり、日蓮宗妙満寺派にいた日生は革新派として近代化の体制整備に奔走し、1889年（明治22年）、24歳の若さにして妙満寺派教学部長に就任する。しかし、日生の革新的な宗制改革は、宗内の守旧派から反発を呼び、保守派の錦織日航が管長に就任すると、1891年（明治24年）、教学部長を罷免される。日生に対する守旧派の処分は続き、福島県二本松の蓮華寺への左遷命令を拒否した日生に対して1892年（明治23年）、僧籍剥奪処分が下る。
以後、日生は「顕本法華宗義弘通所」を設立して独自の布教活動を始める。宗内での盛んな日生復権運動の結果、1894年（明治27年）、宗門は「仏教各宗綱要」の日生への執筆依頼のために僧籍を復権。それと同時に、かねてから構想していた日蓮門下統合に向けて僧俗を問わずに運動を展開する拠点として「統一団」を結成する。団報「統一」を発刊し、現在までその活動は継続されている。日生は宗門の宗務総監に就任した後、日蓮宗妙満寺派を正式に「顕本法華宗」とする公称許可を得て、1905年（明治38年）、39歳で顕本法華宗管長に就任した。
以後21年間、同職を務める中、1909年（明治42年）には以前からライフワークとしていた僧俗一体の布教伝道、社会教化、門下統合の拠点とするため「天晴会」を組織、佐藤鉄太郎海軍中将、小笠原長生子爵などの有力軍人、政治家、名士たちが名を連ねた。関連団体として、各地で頻発する労働争議に対応するための労働者・勤労者を中心とした「自慶会」や、共産主義、無政府主義に対抗するための政治運動拠点として「知法思国会」も組織し、幅広い分野での日蓮主義伝道活動に務めた。1922年（大正11年）、広く日蓮門下に呼びかけ宗祖・日蓮大聖人の「立正大師号追諡」を実現させる。以後日生は宗祖を一貫して「立正大師」と呼称し続けた。
1926年（大正15年）、日生は管長職を辞して品川・妙国寺に活動拠点を移すが、次第に病状が悪化し1931年（昭和6年）、65歳で遷化した。

## 思想
日生は、宗祖以降に派生した亜流儀や、旧来より民俗信仰や権力体制に迎合して生まれた多くの混乱した日蓮仏教の信仰を、本来あるべき釈尊を中心とした信仰へと統一、原点回帰させるために様々な活動に身を投じた。地方に土着化した薬師如来や大黒天、鬼子母神などを本尊とする旧来の信仰や、占いや霊感などの迷信を一切禁止し、雑乱勧請の廃止を僧職者ならびに一般信徒へ強く求めた。さらに日生は本尊論について詳しく言及し、曼荼羅本尊一体か三宝式のみを本尊に統一すべきと定めた。
井上円了の哲学館で西洋哲学を学んだ日生は、明治維新以降、日本が近代化を遂げていく上で仏教思想の近代的体系化の必要性を強く実感し、キリスト教を中心とする西洋文化を受容する発展途上にあった日本において、仏教思想の独自性や存在意義について深く考察し、仏教を自立した近代的宗教とすることに至心した。そのためには、日本仏教の諸宗派のみならず日蓮仏教においても乱立する宗派、門流の統一を強く主張し、強固な組織体系を構築することが日生の理想であった。
また教学に関しても、日什門流の宗是である「経巻相承・直授日蓮」を基軸としながら、あくまで久遠実成の仏陀を教主とし、宗祖の遺文に忠実であることを訴え続け、既存の体制に依存することなく、日蓮門下が社会的にもアクティブな存在として、幅広い分野で行動を起こすことを生涯において示し続けた。

## 著書
- 「日蓮教学精要」
- 「日蓮聖人正伝」
- 「教義信条の整束」
- 「法華経の真髄」
- 「立正大師」
- 「聖語録」
- 「日什大正師の略歴及び主張」
- 明解「法華経要義」

他多数。

## 関連人物
- 田中智学 - 共に近代日本の日蓮主義を支えた。
- 佐藤鉄太郎
- 小笠原長生
- 岡田資
- 妹尾義郎